# Peter Leitner
Peter Leitner (* 5. Januar 1956 in Oberstdorf) ist ein ehemaliger deutscher Skispringer.

## Werdegang
Leitner, der für den SC Oberstdorf startete, bestritt mit der Vierschanzentournee 1975/76 sein erstes internationales Springen. Bei seiner ersten Tournee blieb er jedoch erfolglos. Zur Vierschanzentournee 1977/78 konnte er erstmals in Oberstdorf und Garmisch-Partenkirchen mit einem 5. und einem 8. Platz unter die besten Zehn springen. Dies waren aber für zwei Jahre seine höchsten Platzierungen in der Tournee. Einen Erfolg verbuchte er jedoch als Gesamtsieger der Skiflugtage vom 3. bis 5. März 1978 am  Kulm in Tauplitz/Bad Mitterndorf, wo er dank seines Sieges am ersten Tag die Gesamtführung nicht mehr abgab. 1979 belegte Leitner den zweiten Platz in der Gesamtwertung der Schweizer Springertournee.
Am 30. Dezember 1979 gehörte er zum deutschen Nationalkader für den neu geschaffenen Skisprung-Weltcup. Jedoch verlief auch die Vierschanzentournee 1979/80 für ihn erfolglos.
Bei den Olympischen Winterspielen 1980 in Lake Placid erreichte Leitner auf der Normalschanze den 19. und auf der Großschanze den 18. Platz.
Nach den Olympischen Spielen erreichte er in den verbleibenden Springen der Weltcup-Saison 1979/80 immer einen Platz innerhalb der Weltcup-Punkte. In Lahti und Falun erreichte er je einen 6. Platz und in seinem vorletzten Weltcup-Springen in Štrbské Pleso erreichte er mit Platz zwei sein erstes und einziges Podium in seiner Karriere. Mit dem 24. Platz in der Weltcup-Gesamtwertung beendete er nach zwei Springen in Harrachov Ende März 1980 seine aktive Skisprungkarriere.

## Erfolge

### Weltcup-Platzierungen
| Saison  | Platz | Punkte |
| ------- | ----- | ------ |
| 1979/80 | 24.   | 46     |

### Schanzenrekorde
| Ort       | Land       | Weite               | aufgestellt am | Rekord bis     |
| --------- | ---------- | ------------------- | -------------- | -------------- |
| Innsbruck | Österreich | 103,0 m (HS: 130 m) | 3. Januar 1976 | 3. Januar 1978 |